# 빈얀
《빈얀》(영어: Vinyan)은 2008년 개봉한 공포 드라마 영화이다. 2008년 8월 30일 제65회 베네치아 국제 영화제에서 전 세계 최초로 상영되었다.

## 줄거리
2004년 성탄절 다음 날 Mw 9.0 강도의 지진이 인도네시아 수마트라섬 인근 해안을 강타하면서 쓰나미가 일어나 11개국에서 225,000여 명의 사람들이 사망한다. 상류층 잔과 건축가 폴 역시 아들 조슈아를 태국 푸껫섬에서 잃는다.
반년 뒤 잔은 사회 복지사 킴이 주최한 태국 고아를 위한 기금 조성 행사에서 극심한 가난에 내몰린 미얀마 부모들이 친자식을 파는 상황을 고발하는 홍보 영상을 보다가 조슈아로 보이는 인영을 발견한다. 폴은 삼합회 수장에게 웃돈을 주고 자신들을 데려다 줄 배를 구하고, 부부는 미얀마 섬을 뒤지기 시작한다. 잔은 안 좋은 일로 사망한 자의 영은 원혼인 빈얀이 된다는 얘기를 듣는다. 

## 출연진
- 에마뉘엘 베아르
- 루퍼스 슈얼
- 쥘리 드레퓌스

## 기타 제작진
- 배역: 클로이 에머슨
- 미술: 아린 삐닛와라락